# Jüdische Gemeinde Kirn
Eine Jüdische Gemeinde in Kirn, einer Stadt im Landkreis Bad Kreuznach in Rheinland-Pfalz, bestand bereits im Mittelalter.

## Geschichte
Schon im Mittelalter werden jüdische Personen in der Stadt Kirn genannt. Die Judenverfolgung in der Pestzeit 1348/49 zerstörte das jüdische Leben in der Stadt.
Zwischen dem 15. und dem 18. Jahrhundert gab es keine jüdischen Bewohner in Kirn. Erst seit der Mitte des 19. Jahrhunderts sind jüdische Familien aus kleineren Orten der Gegend zugezogen. Zur jüdischen Gemeinde in Kirn gehörten nach 1900 auch die in Becherbach lebenden Juden, die zuvor der Gemeinde in Hundsbach zugeteilt waren.
Die jüdische Gemeinde besaß eine Synagoge, eine jüdische Schule, ein rituelles Bad (Mikwe) und einen Friedhof. Sie hatte einen Lehrer angestellt, der zugleich als Vorbeter und Schochet tätig war.

## Synagoge
Die jüdische Gemeinde in Kirn besaß seit den 1870er Jahren einen Betsaal im Hinterhof des Gasthauses Zur Krone (Übergasse).
Im Jahr 1887 wurde in der Amthofstraße mit dem Bau einer Synagoge begonnen, die am 24./25. Februar 1888 feierlich eingeweiht wurde. Die Traufseite war durch Lisenen gegliedert zwischen denen sich Rundbogen- und Maßwerkfenster befanden. Das Gebäude wurde beim Novemberpogrom 1938 innen verwüstet, aber nicht angezündet, um die Nachbarhäuser nicht zu gefährden. 1950 wurde das Gebäude abgerissen.

## Gemeindeentwicklung
| Jahr | Gemeindemitglieder                |
| ---- | --------------------------------- |
| 1858 | 4 Personen                        |
| 1866 | 45 Personen                       |
| 1895 | 104 Personen, 1,8 % der Einwohner |
| 1925 | 106 Personen, 1,4 % der Einwohner |
| 1933 | ca. 110 Personen                  |
| 1939 | 39 Personen                       |

## Zeit des Nationalsozialismus
Ein beträchtlicher Teil der Gemeindemitglieder wanderte nach 1933 aus oder zog in größere Städte. Beim Novemberpogrom 1938 wurde die Inneneinrichtung der Synagoge durch SA-Männer zerstört und ebenso wurden 13 jüdische Wohnhäuser überfallen und demoliert. 
Die letzten elf jüdischen Einwohner wurden im Juli 1942 deportiert. 
Das Gedenkbuch des Bundesarchivs verzeichnet 18 in Kirn geborene jüdische Bürger, die dem Völkermord des nationalsozialistischen Regimes zum Opfer fielen.

## Gedenken
Seit 1988 erinnert ein Mahnmal an das Schicksal der jüdischen Gemeinde und der Synagoge. Es befindet sich am Steinweg zwischen Neuer Straße und Langgasse. 

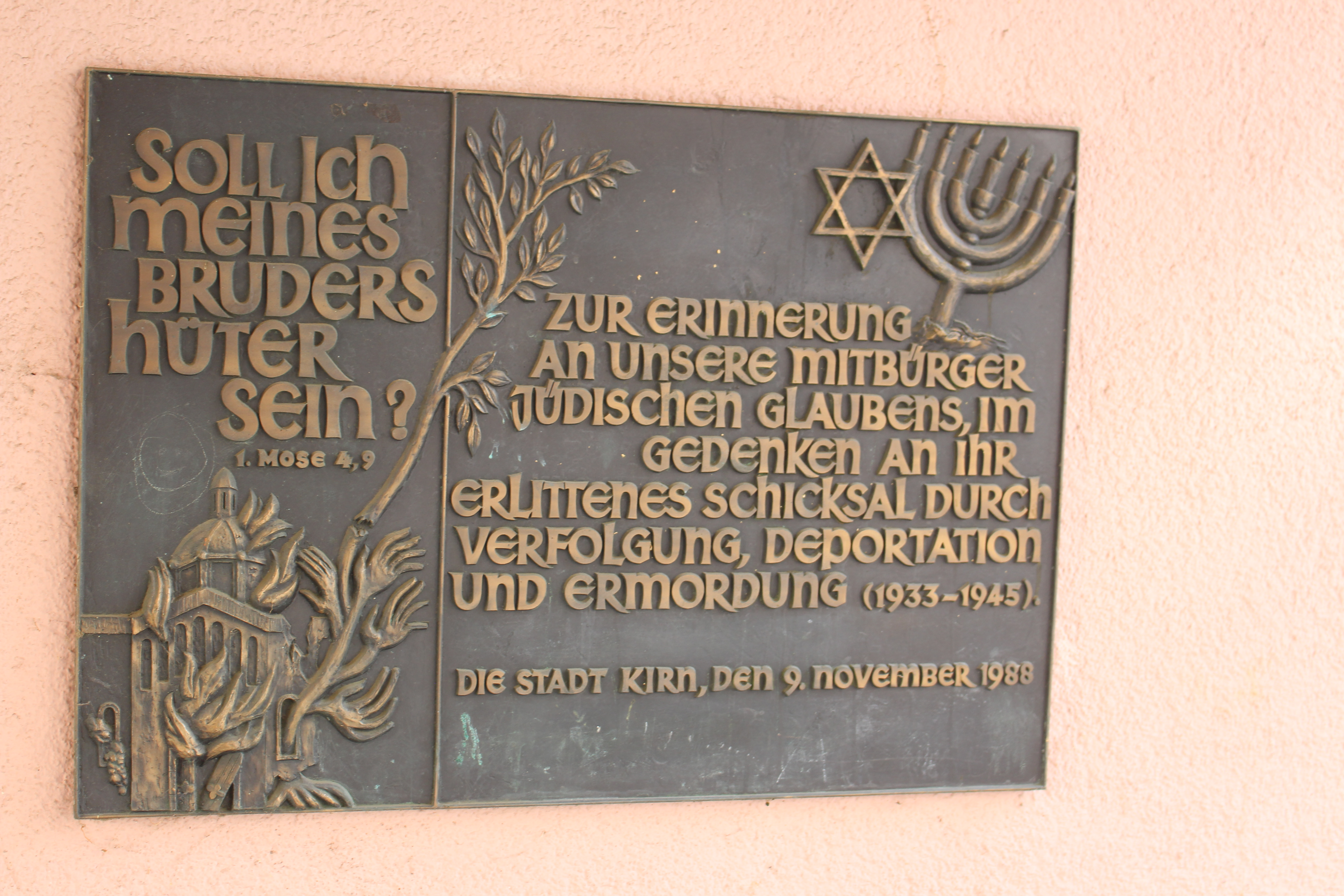
Gedenktafel am Steinweg

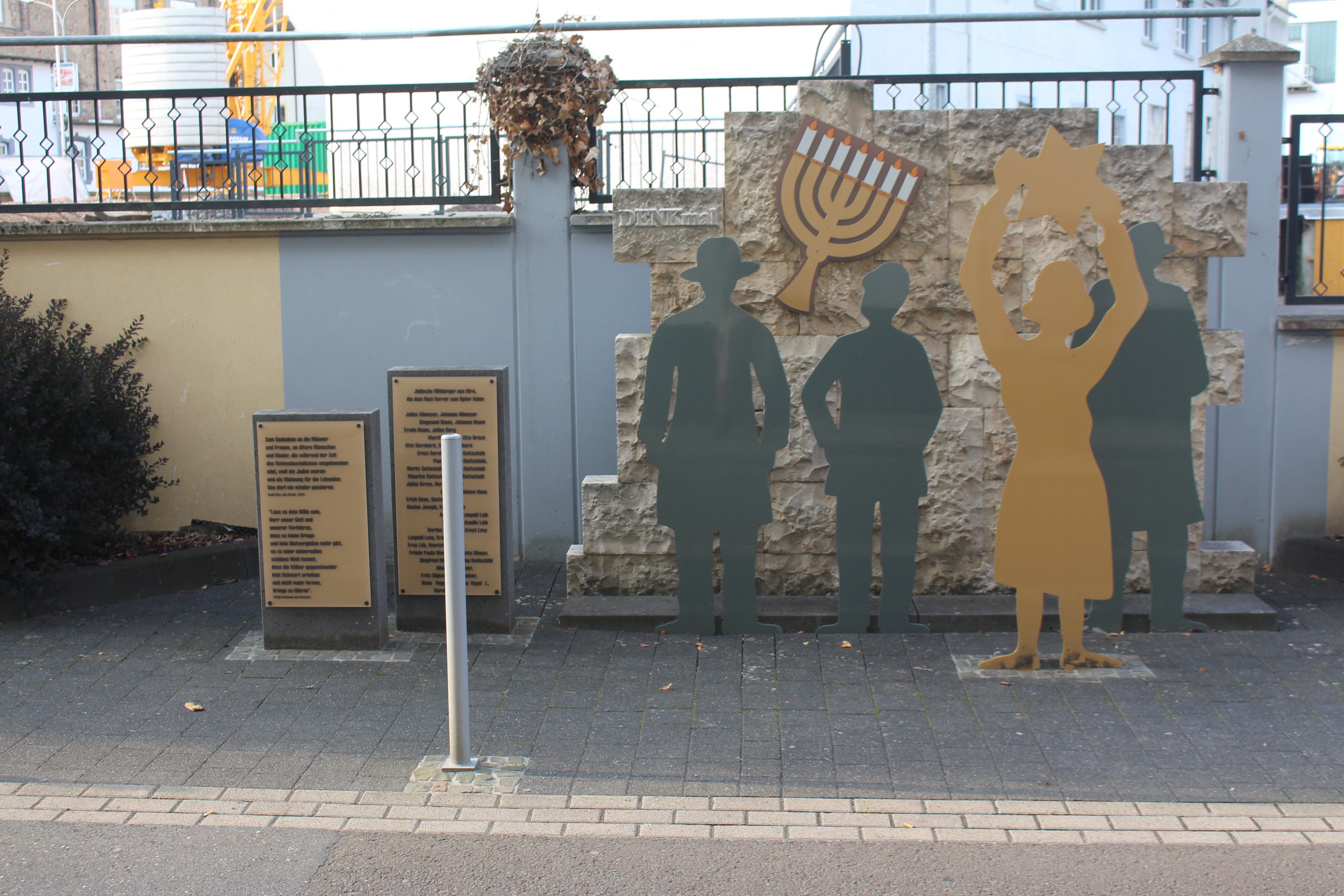
Denkmal in der Amthofstraße

Eine Gedenktafel wurde bereits 1978 neben dem Kriegerdenkmal auf dem Friedhof angebracht.